# テルセーラ・ディビシオン
カンペオナト・ナシオナル・デ・リーガ・デ・テルセーラ・ディビシオン（Campeonato Nacional de Liga de Tercera División 、国内3部リーグ）は、スペインのサッカーリーグシステムの部門の一つだった。1929年から1977年まではシステムの第3部、1977年から2021年まではセグンダ・ディビシオンBの下、地域区分の上の第4部を形成していた。この大会は、スペインサッカー連盟（RFEF）が公式の国内大会として開催していたが、2021-22シーズンから新しい「セグンダ・ディビシオンRFEF」が4部リーグ、「テルセーラ・ディビシオンRFEF」が5部リーグとして行われるようになった。

## 概要

### 試合方式
全360チームが18のグループに分かれて戦う。グループはスペインの自治州17+1(アンダルシア州を2つに分ける)である。それぞれのグループは各自治州のサッカー協会によって管理される。
ホーム・アンド・アウェー方式の総当り2回戦制である。

### 昇格
各グループの上位4チームが昇格プレイオフへと進む。プレイオフでは72チームを新たに4チームずつの18グループに分け、それぞれのグループを勝ち抜いた計18チームがセグンダ・ディビションBへ昇格する。

### 降格
各グループの下位3チームにレヒオナルへの降格の可能性がある。しかし、降格することになるチーム数は毎年の状況によって変わる。

### 備考
- 各グループのチャンピオン18チームはコパ・デル・レイへの出場権を獲得する。(リザーブチームを除く)
- コパ・デル・レイ出場チームを除くチームはコパ・フェデラションへの出場権を獲得する。

## テルセーラ・ディビシオン
| グループ | 自治州                       | 面積 (km²) |
| -------- | ---------------------------- | ---------- |
| 1        | ガリシア                     | 29,574     |
| 2        | アストゥリアス               | 10,604     |
| 3        | カンタブリア                 | 5,321      |
| 4        | バスク州                     | 7,234      |
| 5        | カタルーニャ                 | 32,114     |
| 6        | バレンシア州                 | 23,255     |
| 7        | マドリード                   | 8,028      |
| 8        | カスティーリャ・レオン       | 94,223     |
| 9        | 東アンダルシア・メリリャ     | 42,114     |
| 10       | 西アンダルシア・セウタ       | 45,194     |
| 11       | バレアレス諸島州             | 4,992      |
| 12       | カナリア諸島州               | 7,447      |
| 13       | ムルシア                     | 11,313     |
| 14       | エストレマドゥーラ           | 41,634     |
| 15       | ナバラ                       | 10,391     |
| 16       | ラ・リオハ                   | 5,045      |
| 17       | アラゴン                     | 47,719     |
| 18       | カスティーリャ＝ラ・マンチャ | 79,463     |

## 歴史
プリメーラ・ディビシオン創設の1928年、第3のリーグとしてセグンダ・ディビシオンBも同時に誕生した。しかしその翌年、セグンダ・ディビシオンBは消滅し新たにテルセーラ・ディビシオンが設置されその位置に収まった。1977-78シーズンからは再びセグンダ・ディビシオンBが復活し、テルセーラ・ディビシオンはその下に位置する第4のリーグとなり現在に至っている。